# 목욕 소금

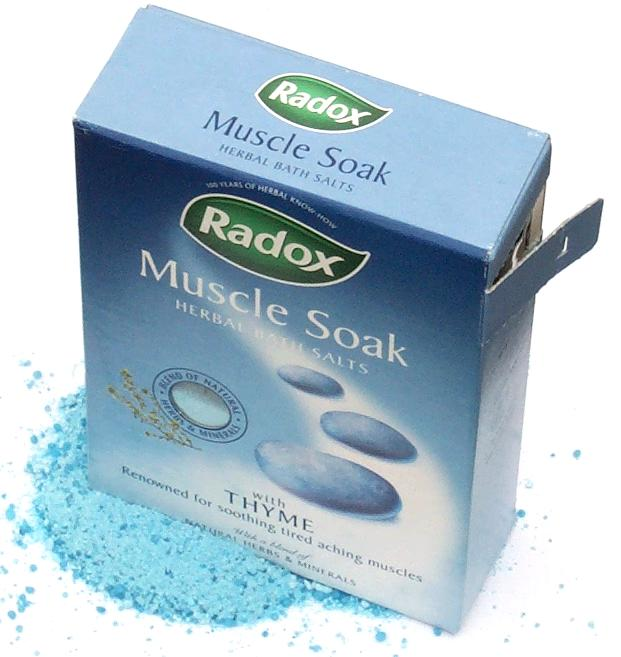
목욕 소금

목욕 소금(영어: bath salt)은 목욕물에 타는 수용성 무기질 가루다. 청결 효과를 향상시키고, 목욕의 즐거움을 더하며, 화장품을 매개하는 효과가 있다. 목욕 소금은 자연적인 무기질 온천의 특성을 모방하기 위해 개발되어왔다. 어떤 목욕 소금은 글리세린을 함유하여 보습제, 보수제나 윤활제의 역할을 한다. 사용자의 목욕의 즐거움을 더하기 위해 흔히 향료와 색소가 첨가된다. 목욕물에 넣는 것이므로 입욕제의 한 종류로 분류된다.

## 요약

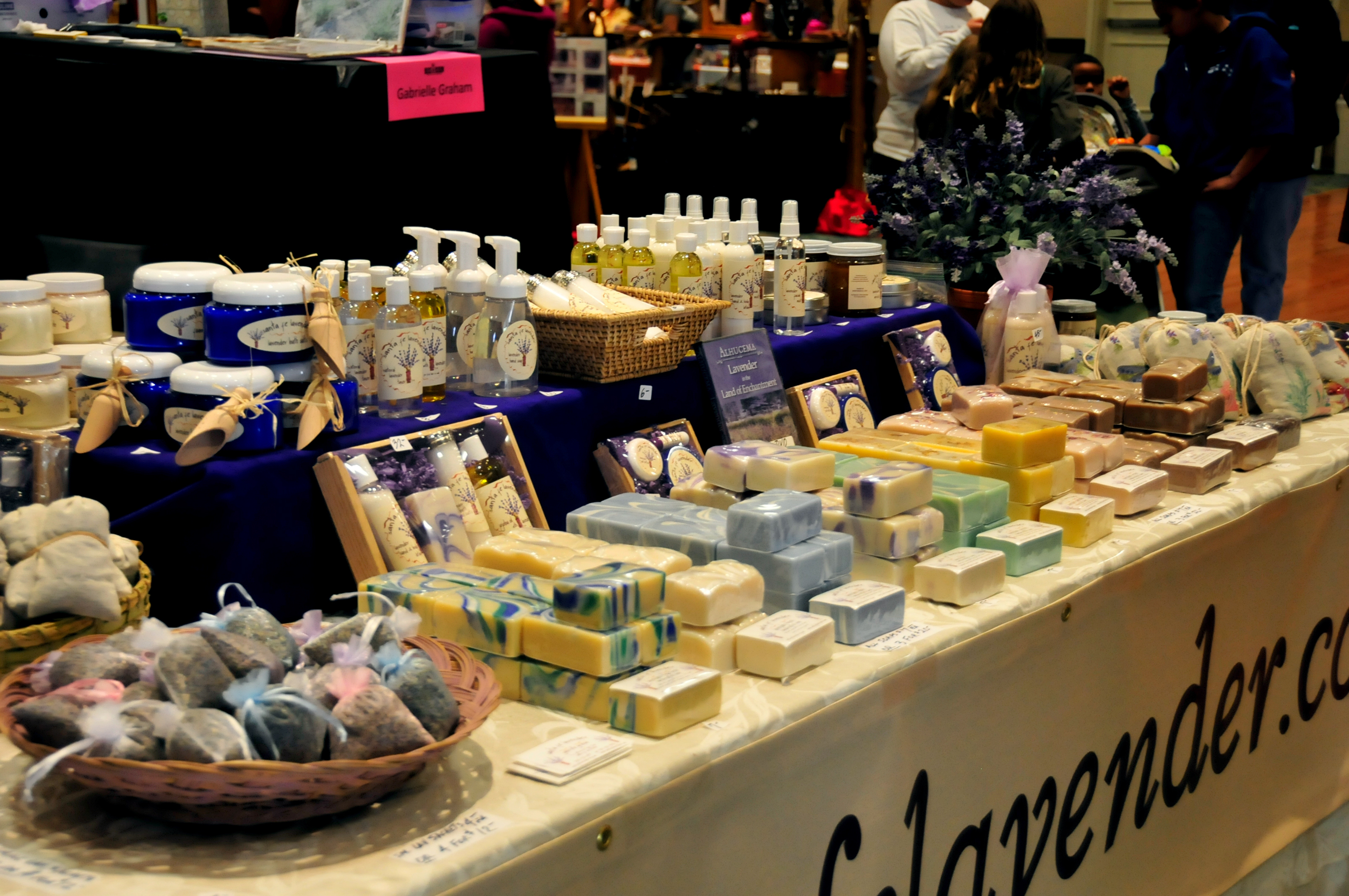
목욕 소금 등의 목욕 제품의 모음

목욕 소금에 흔히 배합되는 재료에는 황산마그네슘 (엡솜염), 탄산염 (식염), 중탄산염 (베이킹 소다), 헥사메테인산염 (칼곤, 무정형의/유리질의 메타인산염), 반중탄산염, 붕사, 구연산염 등이 있다. 글리세린이나 액체 글리세린도 흔히 들어간다. 목욕 소금에 들어가는 첨가제는 성질에 따라 보습제, 보수제, 윤활제로 분류될 수 있다.
목욕 소금에는 향기와 색상이 흔히 첨가된다. 사실, 목욕 소금의 목적 중 하나가 다른 용도로 간편히 사용하기엔 너무 강력한 향기를 매개하거나 희석하는 것이다. 목욕 소금에 흔히 들어가는 다른 첨가제는 기름 (소금을 무정형의 알갱이로 뭉쳐 배스 비즈라 부르는 제품을 만든다), 기포제가 있다. 목욕소금은 상자나 봉투에 포장되어 판매될 수 있다. 포장을 설계할 때는 소비자들을 유인할 방법을 궁리하며, 반중탄산나트륨의 뾰족한 결정과 같은 형상을 보여주기 위해 투명한 용기에 담겨 판매될 수 있다.

## 역사
최초의 다양한 종류의 소금의 추출법과 활용법에 대한 체계적인 해설은 기원전 2700여년에 중국에서 출판되었다. 히포크라테스는 그의 동료 치유사들에게 환자를 바닷물에 담가 다양한 증상을 치료하기 위해 바다 소금을 사용하는 것을 권장했다. 고대 그리스는 이러한 풍습을 지속했으며, 영국의 작가이자 물리학자인 찰스 러셀이 1753년에 "바닷물의 쓰임새The Uses of Sea Water"를 출판하였다.

## 효과

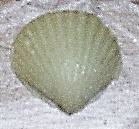
조개 모양의 목욕 소금 덩어리

인산염과 같은 어떤 목욕 소금은 굳은 피부를 부드럽게 해주고 각질을 박리하기 위한 계면활성을 띈다. 어떤 목욕 소금은 연수제로 작용하며 비누를 씻어내는 방식을 바꾼다. 연수를 사용해 목욕하는 첫 경험 이후 약간의 혼란이 생길 수 있다. 비누는 센물과 함께 사용하면 거품이 잘 나지 않고 끈적이는 느낌이 남을 수 있다. 연수는 센물보다 거품이 더 잘 나지만, 비누가 더 빠르게 씻겨나감에도 비누를 씻어내는 동안 미끄러운 느낌이 더 오래 갈 수 있는데, 비누가 수용성을 유지하여 지속적으로 물에 녹아들기 때문이다.
높은 농도의 소금은 물의 밀도와 부력을 증가시켜 목욕할 때 몸이 가벼워진 느낌이 들게 한다. 굉장히 높은 농도의 소금물은 많은 격리탱크 치료법에 사용된다. 격리탱크는 모든 빛을 차단한 특수한 밀폐식 욕조다. 연구자들은 관절염에 대한 목욕 소금의 활용법도 연구했다.

### 배스 밤
배스 밤은 목욕물에 거품을 일게 하기 위한 상품이다. 이것은 상자, 항아리나 봉투로 포장된 동종의 혼합물의 부정형의 알갱이, 혼합된 가루의 일회용 봉투, 동종의, 또는 비동종의 일회분의 고체의 형태를 띈다. 배스 밤은 탄산염의 결정적인 특징인 이산화탄소 거품과 소금 용액을 포함한다는 점에서 목욕 소금의 일종이며, 한 가지 이상의 산 성분이나 한 가지 이상의 수용성 중탄산염, 반중탄산염, 탄산염 등이 포함되어 있어야 한다. 거기에 배스밤은 보통 미용, 화장, 피부 진정 효과를 지니는 색소, 향료 등의 용해, 분산이 가능하고 휘발성이 있는 물질을 포함한다. 이러한 다른 성분들이 용해되는 동안 거품을 형성하는 원리는 아이들이 마시는 탄산음료를 만들어내는 알약 모양의 상품에 사용되어온 것과 동일하다.

## 마약을 위장하기 위한 가짜 제품
불법 마약에 관한 법률을 회피하기 위해, 어떤 회사들은 약한 합성 마약을 "목욕 소금"이라고 쓰여진 라벨이 붙은 포장에 넣어 판매한다. 이름은 이러한 수법에서 유래했다. 흰색 가루, 알갱이, 결정은 흔히 인산염과 같은 실제의 목욕 소금과 닮았지만, 화학적으로는 굉장히 다르다. 마약의 포장에는 흔히 마약금지법을 회피하기 위해 "섭취용이 아닙니다"라고 적혀있다. 이런 가짜 목욕 소금은 헤드 샵과 같은 마약용품을 판매하는 가게에서 주로 판매된다.

## 같이 보기
- 해수욕

## 참고 문헌
- 해수욕